# Kurumi Imai
Kurumi Imai (Ueda, 24 settembre 1999) è un'ex snowboarder giapponese.

## Palmarès

### Winter X Games
- 1 medaglia:
  - 1 argento (superpipe ad Aspen 2020)

### Universiadi
- 1 medaglia:
  - 1 oro (halfpipe a Krasnojarsk 2019)

### Coppa del Mondo
- Miglior piazzamento nella Coppa del Mondo generale di freestyle: 10ª nel 2019
- Miglior piazzamento nella Coppa del Mondo di halfpipe: 5ª nel 2019
- 1 podio:
  - 1 terzo posto